# Han Su-an
Han Soo-an (18 giugno 1926 – 4 gennaio 1998) è stato un pugile sudcoreano.

## Palmarès

### Olimpiadi
- Bronzo a Londra 1948 nei pesi mosca.